# Sigmund Bonk
Sigmund Bonk (* 22. Juli 1959 in Traunstein) ist ein deutscher römisch-katholischer Diakon im Bistum Regensburg und Direktor des Akademischen Forums Albertus Magnus, einer Einrichtung des Seelsorgeamts im Bistum Regensburgs.

## Leben
Sigmund Alexander Bonk wuchs in Waging am See im Landkreis Traunstein (Oberbayern) auf, wo er im Mai 1978 Abitur machte. Nach seinem Wehrdienst bei der Bundeswehr studierte er ab 1980 Philosophie an der Ludwig-Maximilians-Universität München und der Jesuitenhochschule für Philosophie in München. Nach einer preisgekrönten Magisterarbeit über Das Naturverständnis des deutschen Frühidealismus begann er 1985 ein vom Cusanuswerk gefördertes Promotionsstudium bei Friedo Ricken und wurde 1988 wissenschaftlicher Assistent bei Ferdinand Ulrich. Er verbrachte ein Auslandssemester am Magdalen College in Oxford bei Peter Strawson und wurde 1990 in Philosophie promoviert.
1996 habilitierte sich Bonk zum Thema Die Verdinglichung der Natur, wurde Privatdozent am Lehrstuhl von Rolf Schönberger an der Universität Regensburg und ließ sich parallel zum Ständigen Diakon ausbilden. Drei Jahre später wurde er geweiht.
2002 wurde Sigmund Bonk Direktor des Bildungszentrums der Diözese Regensburg Schloss Spindlhof und außerplanmäßiger Professor für Philosophie an der Universität Regensburg. 2014 wechselte er als Leiter zum Akademischen Forum Albertus Magnus.
Bonk lebt mit seiner Frau und zwei Kindern in Regensburg.
Bonk ist Mitglied im Rotary Club Marc Aurel (Regensburg), dem Informationskreis der Wirtschaft – idw (Regensburg), der Oxford Society, Vorstandsvorsitzender der Georg-Britting-Stiftung, war Vorsitzender der „Christlichen Loge Albertus Magnus“ und Chefredakteur der marianischen Traditionszeitschrift Bote von Fatima. Für seinen Einsatz für Verständigung mit polnischen Überlebenden des Holocaust erhielt Bonk die Ehrenmedaille Ghetto warszawskie. Zu seinem 60. Geburtstag 2019 erschien eine unter anderem von Veit Neumann herausgegebene Festschrift.

## Veröffentlichungen (Auswahl)
- Kleine Theodizee. Roderer, Regensburg 1996, ISBN 3-89073-885-0
- “We see God.” George Berkeley’s Philosophical Theology. Lang, Frankfurt am Main, Berlin, Bern, New York, Paris, Wien 1997, ISBN 3-631-31409-4
- Abschied von der Anima mundi. Die britische Philosophie im Vorfeld der Industriellen Revolution. Alber, München 1999, ISBN 3-495-47914-7
- Vernunft, Verantwortung und Unvergänglichkeit. Bausteine zu einem christlichen Humanismus für unsere Zeit. Rhombos-Verlag, Berlin 2009, ISBN 978-3-941216-06-8
- Diotima, Sophia - und Maria. Platons Diotima und Jesus Sirachs Sophia als Verweise auf "Maria, Sitz der Weisheit". Verlag Schnell und Steiner, Regensburg 2021, ISBN 978-3-7954-3583-7
- Die Corona-Krise als Katalysator für ein franziskanisches Naturverständnis. Reflexionen im Geist eines christlichen Humanismus. Verlag Friedrich Pustet, Regensburg 2021, ISBN 978-3-7917-3292-3

(Mit-)Herausgeberschaft
- Monadisches Denken in Geschichte und Gegenwart. Königshausen und Neumann, Würzburg 2003, ISBN 3-8260-2426-5
- Königreich Bayern. Facetten bayerischer Geschichte 1806 – 1919. Friedrich Pustet, Regensburg 2005, ISBN 3-7917-1989-0
- Die Römer in Bayern – Facetten einer folgenreichen Epoche. Schnell und Steiner, Regensburg 2009, ISBN 978-3-7954-2086-4
- Regensburger Sonntagsbibel (zusammen mit Bischof Rudolf Voderholzer u. a.), Regensburg 2018, ISBN 978-3-7954-3176-1
- 100 Jahre Botschaft von Fatima, Mitverantwortung für das Heil der anderen (zusammen mit Josef Kreiml), Regensburg 2017, ISBN 978-3-7917-29183
- Glaube und Kirche in Zeiten des Umbruchs (zusammen mit V. Neumann und I. Spindlhöck): Festschrift für Josef Kreiml, Regensburg 2018, ISBN 978-3-7954-3176-1
- Zwischen Rationalität und Religion. Interdisziplinäre Perspektiven, Regensburg 2019, ISBN 978-3-7917-3047-9
- Im Dienst am Menschen. Zur Anthropologie von Karol Wojtyla / Johannes Paul II., Verlag Friedrich Pustet, Regensburg 2021, ISBN 978-3-7917-3290-9